# 兰英乡
兰英乡，是中华人民共和国重庆市巫溪县下辖的一个乡镇级行政单位。

## 行政区划
兰英乡下辖以下地区：
西安村、高洞村和兰英村。